# Utrecht City Bokaal
De Utrecht City Bokaal is een jaarlijks terugkerend langebaanschaatstoernooi gereden op de Vechtsebanen in Utrecht. De opzet van het toernooi in de loop van de jaren regelmatig veranderd, maar sinds 2007 is het een sprinttoernooi over twee keer 500 meter en twee keer 1000 meter. Het geldt nu ook als kwalificatietoernooi voor het NK Sprint mannen en vrouwen.

## Winnaars
| Jaar | Datum                                                                | Winnaar mannentoernooi          | Winnaar vrouwentoernooi         | Uitslagen                       |
| ---- | -------------------------------------------------------------------- | ------------------------------- | ------------------------------- | ------------------------------- |
|      | Wedstrijd verreden over één of meerdere 100, 300, 500 en 1000 meters |                                 |                                 |                                 |
| 2003 | 20–16 november                                                       | Gerard van Velde                | Yvonne Leever                   | uitslagen                       |
| 2004 | 20–21 november                                                       | Jan Smeekens                    | Frouke Oonk                     | uitslagen                       |
| 2005 | 19–20 november                                                       | Lars Elgersma                   | Frouke Oonk                     | uitslagen                       |
| 2006 | 18–19 november                                                       | Alexander Oltrop                | Sanne van der Star              | uitslagen                       |
|      | Wedstrijd verreden over twee 500 meters en twee 1000 meters          |                                 |                                 |                                 |
| 2007 | 1–2 december                                                         | Lars Elgersma                   | Margot Boer                     | uitslagen                       |
| 2008 | 6–7 december                                                         | Ronald Mulder                   | Natasja Bruintjes               | uitslagen                       |
| 2009 | 28–29 november                                                       | Michel Mulder                   | Lotte van Beek                  | uitslagen                       |
| 2010 | 11–12 december                                                       | Michel Mulder                   | Jorien Kranenborg               | uitslagen                       |
| 2011 | 10–11 december                                                       | Hein Otterspeer                 | Mayon Kuipers                   | uitslagen                       |
| 2012 | 15–16 december                                                       | Mark Tuitert                    | Natasja Bruintjes               | uitslagen                       |
| 2013 | 14–15 december                                                       | Hein Otterspeer                 | Natasja Bruintjes               | uitslagen                       |
| 2014 | 13–14 december                                                       | Jesper Hospes                   | Janine Smit                     | uitslagen                       |
| 2015 | 12–13 december                                                       | Pim Schipper                    | Anice Das                       | uitslagen                       |
| 2016 | 17–18 december                                                       | Hein Otterspeer                 | Esmé Stollenga                  | uitslagen                       |
| 2017 | 9–10 december                                                        | Lennart Velema                  | Anice Das                       |                                 |
| 2018 | 8–9 december                                                         | Joost Born                      | Helga Drost                     |                                 |
| 2020 | 11–12 januari                                                        | Gijs Esders                     | Femke Beuling                   |                                 |
| 2021 | Afgelast vanwege coronapandemie                                      | Afgelast vanwege coronapandemie | Afgelast vanwege coronapandemie | Afgelast vanwege coronapandemie |
| 2022 | Afgelast vanwege coronapandemie                                      | Afgelast vanwege coronapandemie | Afgelast vanwege coronapandemie | Afgelast vanwege coronapandemie |
| 2022 | 10–11 december                                                       | Serge Yoro                      | Esmé Stollenga                  |                                 |
| 2024 | 3–4 februari                                                         | Mats Siemons                    | Chloé Hoogendoorn               | uitslagen                       |
| 2024 | 23–24 november                                                       | Mats Siemons                    | Chloé Hoogendoorn               | uitslagen                       |